# UHC Pfannenstiel Egg-Maur-Oetwil am See
Der UHC Pfannenstiel Egg-Maur-Oetwil am See ist ein Schweizer Unihockeyverein aus den Gemeinden Egg, Maur und Oetwil am See. Benannt ist er nach dem Hügelzug Pfannenstiel, an dessen Osthängen der Club zu Hause ist.

## Geschichte
Der Verein wurde 1999 durch die Fusion der der Vereine UHC Egg (gegründet 1990), UHC Oetwil am See (gegründet 1997) und UHC Roosters ‘89 Maur (gegründet 1989) gegründet.
Bis im Jahre 2017 spielte der Verein in den regionalen Grossfeldligen und wechselte fleissig zwischen den verschiedenen Ligen. Zwischen 2007 (3.Liga GF) und 2016 stehen für Pfannenstiel nicht weniger als 4 Aufstiege und 2 Abstiege im Palmares. Aufgrund einer starken Saisonleistung konnte sich der UHC Pfannenstiel in der Saison 2016/2017 für die Aufstiegsspiele der Nationalliga B qualifizieren. In den Aufstiegsspielen traf der Verein auf das UHT Schüpbach und konnte sich in der Best-of-Five-Serie mit 3:2 Spielen durchsetzen, was bedeutet, dass der Verein zur Saison 2017/18 in die Nationalliga B aufgestiegen ist. In der Saison 2017/2018 konnte sich der UHC Pfannenstiel trotz teils vielen knappen Niederlagen und dem letzten Qualifikationsrang in den Playouts gegen den NLA-Absteiger UHC Grünenmatt souverän in 4 Spielen durchsetzen und einen weiteren grossen Erfolg feiern.
In der zweiten NLB-Saison 2018/2019 erkämpfte sich der UHC Pfannenstiel 19 Punkte, wobei "nur" 8 Punkte für die Playoffs fehlten. In den Playouts verloren die Zürcher Oberländer dann in einer engen Serie gegen den wiedererstarkten UHC Sarganserland, ehe in den Auf-/Abstiegsspielen gegen den UHT Eggiwil kein Kraut gewachsen war und drei Niederlagen eingesteckt werden mussten.
Nach dem Abstieg zurück in die 1.Liga taten sich die Zürcher Oberländer schwer und schafften den Ligaerhalt erst über die Playouts gegen die Glattal Falcons. In der auf Grund von Covid-19 abgebrochenen Saison 2020/2021 zeigte der UHC Pfannenstiel wieder einen klaren Aufwärtstrend und lag beim Abrruch auf dem 2. Tabellenrang und war im Cup-1/16-Finale nach einem Sieg gegen den NLB-Vertreter Red Devils March-Höfe Altendorf noch vertreten. In der Saison 2022/2023 haben die Zürcher Oberländer dann wieder zur alten Form zurückgefunden und sich nach dem 2. Qualifikationsrang bis in den Playoff-Final gekämpft, wo sie gegen Unihockey Limmattal in einer unvergessenen Serie im alles entscheidenden 5. Spiel im Penaltyschiessen unterlagen. Im Cup schaffte es Pfanni erstmals in den 1/8-Final, wo der amtierende Cupsieger Zug United gefordert wurde, das Schlussresultat lautete 3:6. Auch in der Saison 2022/2023 konnte sich der UHC Pfannenstiel nach dem dritten Rang in der Qualifikation für das Playoff-Final qualifizieren, wo es aber mit 0:3 in der Serie gegen den späteren Aufsteiger Iron Marmots Davos-Klosters klar den Kürzeren zog.
Nach zwei Finalniederlagen folgte in der abgelaufenen Saison 2023/2024 zum zweiten Mal in der Vereinsgeschichte der Meistertitel in der 1. Liga. In einem epischen Finale vor insgesamt 2337 Zuschauern konnte der UHC Pfannenstiel Bülach Floorball mit 3:1-Siegen bezwingen. Mit demselben Resultat konnten anschliessend auch die Aufstiegsspiele zur NLB gegen den UHT Eggiwil gewonnen werden und am 13. April 2024 die Saison mit dem Aufstieg gekrönt werden. Es war dies die erfolgreichste Saison in der Geschichte der Zürcher Oberländer, zumal sie auch im Cup als erstes 1.Liga-Team seit über 20 Jahren in den Viertelfinal vorstiessen, wo erst Unihockey Basel Regio aus der höchsten Liga Endstation bedeutete. Somit stieg der UHC Pfannenstiel für die Saison 2024/2025 nach fünf Jahren wieder in die NLB auf.
In der Saison 2024/2025 erreichte das Fanionteam dann als Aufsteiger nach einer hervorragenden Qualifikation gar den Playoff-Halbfinal der zweithöchsten Schweizer Liga und gehörte somit zu den 16 besten Unihockey-Teams der Schweiz – ein riesiger Erfolg für den Verein.
Neben den sportlichen Erfolgen in den letzten Jahren ist der UHC Pfannenstiel auf Instagram zur Schweizer Nummer 1 im Unihockey aufgestiegen und kann auf sehr viele farbenfrohe Fans an den Heimspielen zählen.

## Stadion
Die Mannschaft des UHC Pfannenstiel trägt nach Möglichkeit seine Heimspiele in der Sporthalle Kirchwies in Egg aus.

## Kader 2025/2026
| Nr | Position    | Spielername       | Jahrgang |
| -- | ----------- | ----------------- | -------- |
| 35 | Goalie      | Lucien Edelmann   | 2002     |
| 28 | Goalie      | Flurin Schindele  | 2001     |
| 13 | Verteidiger | Philipp Bär       | 2003     |
| 29 | Verteidiger | Sven Bier         | 1992     |
| 4  | Verteidiger | Marco Fässler     | 1999     |
| 23 | Verteidiger | Patrik Gmür       | 1990     |
| 89 | Verteidiger | Nicola Heierli    | 1997     |
| 17 | Verteidiger | Marco Hurni       | 1997     |
| 7  | Verteidiger | Marco Klauenbösch | 1996     |
| 19 | Verteidiger | Jan Kreienbühl    | 1999     |
| 22 | Verteidiger | Fabian Scheuner   | 1995     |
| 91 | Stürmer     | Micha Brunner     | 2004     |
| 79 | Stürmer     | Janis Dudler      | 2004     |
| 10 | Stürmer     | Michael Ernst     | 1997     |
| 14 | Stürmer     | David Ferrari     | 2003     |
| 88 | Stürmer     | Sven Forrer       | 1998     |
| 68 | Stürmer     | Florian Hafner    | 1994     |
| 12 | Stürmer     | Fabio Luchsinger  | 1997     |
| 25 | Stürmer     | Florian Nideröst  | 1996     |
| 81 | Stürmer     | Sven Rennhard     | 2004     |
| 18 | Stürmer     | Luca Rizzi        | 1995     |
| 11 | Stürmer     | Simon Schläpfer   | 1999     |
| 21 | Stürmer     | Lino Schüpbach    | 2006     |
| 8  | Stürmer     | Aden Ushiu        | 2002     |
| 24 | Stürmer     | Daan van Welie    | 1996     |
| 61 | Stürmer     | Ramon Wittig      | 2004     |
| 77 | Stürmer     | Timo Zehnder      | 2004     |
| 15 | Förderkader | Felix Bleiker     | 2005     |
| 9  | Förderkader | Sebastian Keller  | 2008     |
| 27 | Förderkader | Simon Nufer       | 2008     |

## Teams
Das Herren-Fanionteam (Nationalliga B Grossfeld) und die Junioren-Teams U21, U18, U16 und U14 arbeiten leistungsorientiert. In den übrigen Teams geht es primär um einen Mix zwischen Spass und Nachwuchsförderung. Insgesamt stellt der UHC Pfannenstiel 30 Teams, wobei 8 nicht an der Meisterschaft teilnehmen. Die Juniorinnen C nehmen mit 2 Teams an der Meisterschaft teil. 
Der UHC Pfannenstiel gehört damit zu den grössten Schweizer Unihockeyvereinen. Der Verein zählt ca. 630 Mitglieder, wovon ca. 300 Junioren/innen sind.
- Herren I, Nationalliga B Grossfeld
- Herren II, 3.Liga Grossfeld
- Herren III, 4.Liga Kleinfeld
- Herren IV, 3.Liga Kleinfeld
- Herren V, 4. Liga Kleinfeld
- Damen I, 2.Liga Grossfeld
- Damen II, 2.Liga Kleinfeld
- Damen Plausch, Kleinfeld
- Junioren U21 C, Grossfeld
- Junioren U18 C, Grosselfe
- Junioren U16 B, Grossfeld
- Junioren U14 A, Grossfeld
- Junioren C, Kleinfeld
- Junioren D Egg, Kleinfeld
- Junioren D Maur, Kleinfeld
- Junioren D Oetwil, Kleinfeld
- Junioren D Esslingen, Kleinfeld
- Junioren E Egg, Kleinfeld
- Junioren E Maur, Kleinfeld
- Junioren E Oetwil, Kleinfeld
- Junioren E Esslingen, Kleinfeld
- Junioren F Egg, Kleinfeld
- Junioren F Maur, Kleinfeld
- Junioren F Oetwil, Kleinfeld
- Juniorinnen C, Kleinfeld
- Juniorinnen D, Kleinfeld
- Juniorinnen E, Kleinfeld
- Juniorinnen F, Kleinfeld
- Senioren Egg, Kleinfeld
- Senioren Maur, Kleinfeld